# 龔潤森
龔潤森（？—？），湖北監利人，清朝政治人物。拔貢出身。
道光十九年，接替羅衡。署任江蘇荆溪縣知縣。后由姚铣接任。